# The Muffs
The Muffs — американская панк-рок-группа, созданная Ким Шаттак в Лос-Анджелесе в 1991 году. Получила известность благодаря ярким мелодиям, необычному вокалу и пронзительному крику, которым обладала Шаттак. С 1993 по 2004 год группа выпустила пять альбомов оригинального материала и взяла длительный перерыв. После воссоединения группа выпустила ещё два альбома — в 2014 и 2019 году. Альбом No Holiday должен был стать заключительным в творчестве группы, поскольку у Ким Шаттак, сочинявшей для группы весь материал, диагностировали боковой амиотрофический склероз. Шаттак умерла 2 октября 2019 года, незадолго до выхода альбома.

## История группы
Замысел группы появился у Ким Шаттак и Мелани Ваммен — бывших участниц коллектива The Pandoras, состоявшего исключительно из женщин. В нём Ким Шаттак играла на басу, однако эта роль её не устраивала. Тот коллектив играл гаражный рок, типичный для 80-х, а Шаттак к тому времени уже имела некоторое количество готовых песен. Однако авторитет Полы Пирс был слишком высок, а Шаттак хотелось играть по-настоящему жёсткую музыку. Вначале Шаттак примкнула к панк-коллективу White Flag, позже они с Ваммен занялись созданием совместного проекта. К девушкам присоединился басист White Flag Ронни Барнетт, который на тот момент был бойфрендом Ким и даже в своё время учил её играть на басу, а также барабанщик Крис Красс. Уже после выхода первого альбома (он так и назывался — The Muffs) в составе произошли изменения: сначала ушёл Красс, вместо которого в тур отправился Джим Ласпеса, а в 1994 году барабанщиком группы стал Рой Макдоналд. Затем Ваммен покинула коллектив по личным причинам, и в группе осталось три участника. Этот состав (Шаттак — Барнетт — Макдоналд) стал окончательным.
Почти весь материал для группы писала Шаттак, она же и была вокалисткой. Первый альбом понравился критикам, песня Lucky Guy вышла в виде успешного сингла. Группа выделялась простыми запоминающимися мелодиями и жёстким звучанием, которые сочетались с комично-сердитым вокалом Шаттак. Но главной изюминкой Ким был отчаянный крик, который до сих пор считается одним из самых ярких криков в панк-роке и имеет статус своеобразной легенды.
Второй альбом Blonder and Blonder состоял уже исключительно из материала, написанного Ким Шаттак. На данный момент это самый успешный альбом группы: так, песня Sad Tomorrow быстро стала хитом, а сам альбом стал самым продаваемым и даже в новейшее время группа иногда собиралась специально для того, чтобы вживую исполнить его целиком. После Blonder and Blonder последовали ещё два альбома, несколько менее успешные. В результате в 1999 году коллектив приостановил творческую деятельность и сосредоточился на издании сборников. Так, в 2000 году вышел Hamburger, куда вошли неиспользованные материалы, а также каверы. В том числе на этом альбоме присутствует одна из визитных карточек группы — кавер-версия хита Ким Уайлд Kids in America.
К 2004 году у Шаттак накопился новый материал, и группа записала альбом Really Really Happy. По сравнению с предыдущими альбомами звучание группы стало гораздо мягче и ушло в сторону поп-панка. После этого группа распалась. Шаттак решила заняться фотографией (изначально она училась на фотографа, но бросила). В 2012 году группа воссоединилась, однако 2013 году Шаттак получила приглашение занять место ушедшей басистки Ким Дил в группе The Pixies. Шаттак отправилась с ними в тур, но вскоре была уволена. После этого Muffs начали записывать альбом Whoop Dee Doo, который вышел в 2014 году. Критики отметили возвращение раннего звучания группы.
В 2019 году планировался выход альбома No Holiday. На ранней стадии работы над альбомом Ким Шаттак узнала, что у неё боковой амиотрофический склероз, и поэтому альбом должен был стать последним для группы. Ким давно понимала, что находится в зоне риска, поскольку ранее от БАС умер её отец, и в 2019 году у неё появился сайд-проект — коллектив The Coolies, в который вошла в том числе Мелани Ваммен и целью которого было привлечение внимания к БАС. Но своё состояние здоровья Ким не афишировала, несмотря на то, что в последние месяцы у неё были серьёзные бытовые трудности. 2 октября Шаттак скончалась в возрасте 56 лет, успев практически полностью закончить работу над альбомом, для которого она написала и исполнила весь материал. No Holiday вышел через две недели после её смерти. Сразу после этого Барнетт и Макдоналд объявили о прекращении существования группы.

## Дискография

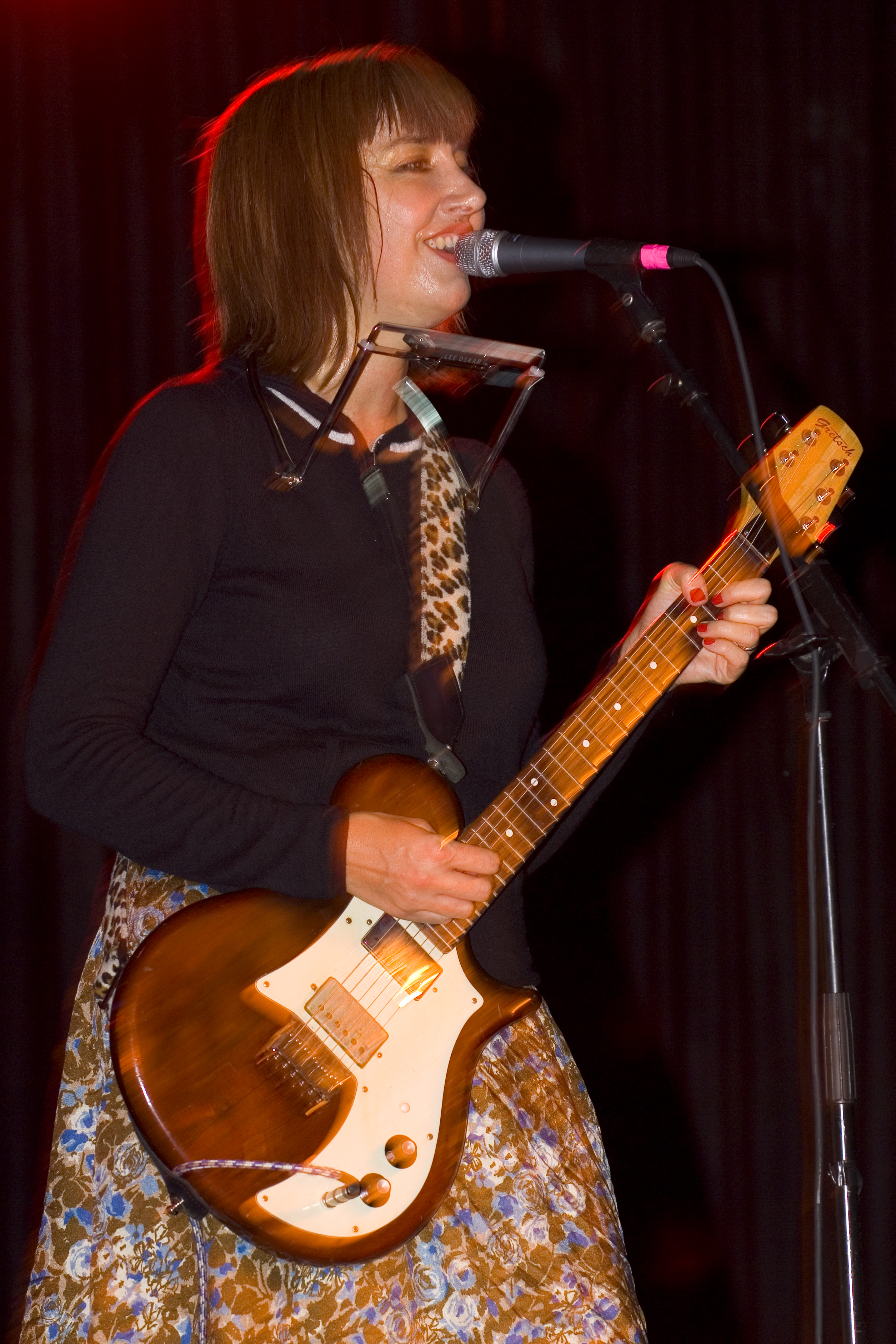
Ким Шаттак

### Студийные альбомы
- The Muffs (1993)
- Blonder and Blonder (1995)
- Happy Birthday to Me (1997)
- Alert Today, Alive Tomorrow (1999)
- Really Really Happy (2004)
- Whoop Dee Doo (2014)
- No Holiday (2019)

### Сборники
- Hamburger (2000)
- Kaboodle (2011)

### Синглы
- «New Love» (1991)
- «Guilty» (1991)
- «I Need You» (1992)
- «Big Mouth» (1993)
- «Lucky Guy» (1993)
- «Everywhere I Go» (1993)
- «Sad Tomorrow» (1995)
- «I’m A Dick» (1996)
- «Outer Space» (1998)
- «Happening» (1999)
- «No Action» (2000)
- «Really Really Happy» (2004)
- «A Lovely Day Boo Hoo» (2019)

### Переиздания
- The Muffs (2015) (альбом 1993 года с добавлением нескольких треков)

## Видеоклипы
- The Muffs — Lucky Guy
- The Muffs — Sad Tomorrow
- The Muffs — Oh Nina
- The Muffs — Weird Boy Next Door